# Hans Liermann

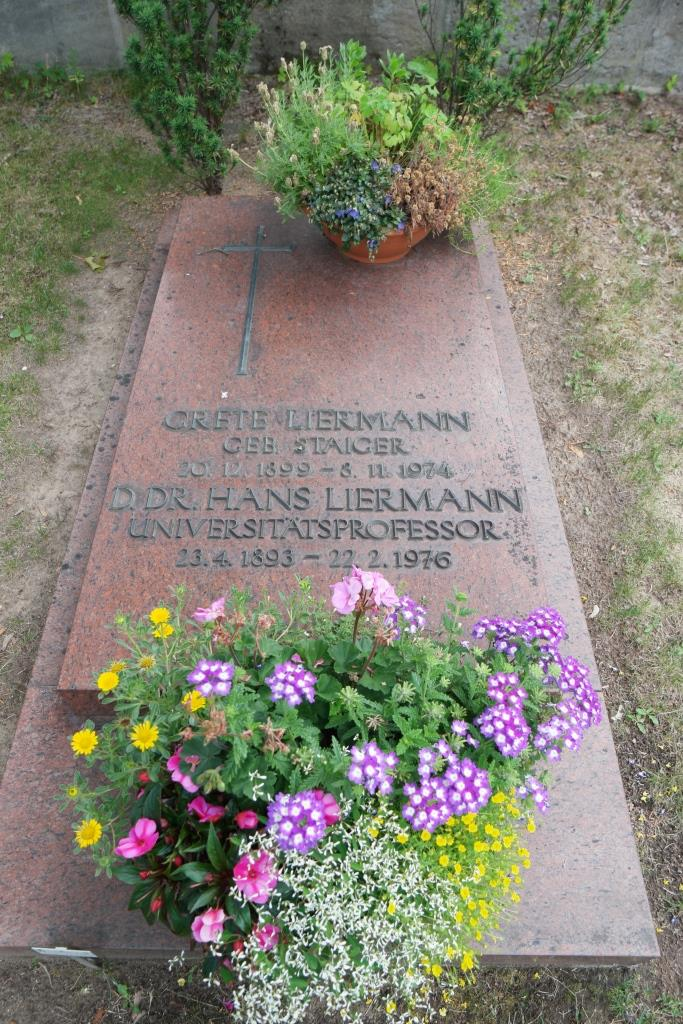
Grab von Hans Liermann auf dem Neustädter Friedhof in Erlangen

Hans Liermann (* 23. April 1893 in Frankfurt am Main; † 22. Februar 1976 in Erlangen) war ein deutscher Staats- und Kirchenrechtler.

## Leben
Liermanns Vater war Mediziner und wurde 1903 Chefarzt des Kreiskrankenhauses Dessau und Leibarzt des Herzogs von Anhalt. Seine Mutter stammte aus Freiburg im Breisgau. Hans Liermann besuchte Gymnasien in Frankfurt und Dessau, legte 1911 das Abitur ab und studierte anschließend Rechtswissenschaften an den Universitäten Freiburg im Breisgau und Halle (Saale), absolvierte das Referendarsexamen im Oberlandesgerichtsbezirk Naumburg. Seit dem Studium war er Mitglied der Verbindung Albingia Freiburg, der bereits sein Vater angehört hatte, und focht sechs Mensuren. Am Ersten Weltkrieg nahm er als Kriegsfreiwilliger in einem Feldartillerieregiment teil und erlitt am 24. Oktober 1914 einen Durchschuss im rechten Oberschenkel. Nach seiner Genesung leistete er ab Anfang Mai 1915 wieder Frontdienst. 1916 erkrankte er und tat nach längerem Lazarettaufenthalt bis Kriegsende beim Kriegsgericht in Freiburg seinen Dienst.
1919 erfolgte sein Wechsel in den badischen Vorbereitungsdienst in Karlsruhe. Im gleichen Jahr wurde er zum Dr. jur. promoviert. 1921 bestand er das Assessorexamen. 1926 habilitierte er sich an der Universität Freiburg für Öffentliches Recht und Kirchenrecht.
1929 wurde Liermann als Nachfolger von Emil Sehling ordentlicher Professor für Kirchenrecht, deutsche und bayrische Rechtsgeschichte an der Universität Erlangen. Ab 1933 war er förderndes Mitglied der SS, von 1934 bis 1935 Mitglied im Nationalsozialistischen Deutschen Dozentenbund, außerdem Mitglied weiterer NS-Organisationen. 1961 wurde er emeritiert. Berufungen nach Prag, Königsberg und Jena lehnte er ab. Während der Zeit des Kirchenkampfes war Liermann Mitglied des Landessynodalausschusses. 1959 wurde er Präsident des Verfassungs- und Verwaltungsgerichts der Vereinigten Evangelisch-Lutherischen Kirche Deutschlands (VELKD). Er war ordentliches Mitglied der Bayerischen Akademie der Wissenschaften (seit 1965), des Beirats der Arbeitsgemeinschaft Deutscher Stiftungen, Ehrenmitglied der Gesellschaft für fränkische Geschichte.
Sein Sohn Peter gehörte seit 1954 der Erlanger Burschenschaft Frankonia an, zu der Hans Liermann fortan enge Beziehungen unterhielt. 1962 verlieh ihm die Frankonia schließlich ebenfalls die Mitgliedschaft.
An der Universität Erlangen-Nürnberg wurde das Hans-Liermann-Institut für Kirchenrecht nach ihm benannt.

## Auszeichnungen
- Ehrendoktor der Theologischen Fakultät der Universität Erlangen (1953)
- Bayerischer Verdienstorden (1961)
- Großes Bundesverdienstkreuz
- Goldener Ehrenring der Stadt Erlangen (1968)
- Kulturpreis der Stadt Nürnberg

## Werke (Auswahl)
- Deutsches Evangelisches Kirchenrecht (1933).
- Grundlagen des kirchlichen Verfassungsrechts nach lutherischer Auffassung (= Luthertum, Heft 11) (1954).
- als Hrsg.: Kirchen und Staat, 2 Bde. (1954/55).
- Also ward ich ein Juriste. Briefe an einen angehenden Juristen vom Abitur bis zum Assessorexamen (1959).
- Geschichte des Stiftungsrechts (1963).
- Die Gottheit im Recht. Ein historisch-dogmatischer Versuch (1969).
- Der Jurist und die Kirche. Ausgewählte kirchenrechtliche Aufsätze und Rechtsgutachten (1973).
- Erlebte Rechtsgeschichte (1976).